# Idioma kanakanabu
El kanakanavu (también escrito kanakanabu) es una lengua tsóuica meridional hablada por el pueblo kanakanavu, un pueblo indígena de Taiwán (véase aborígenes taiwaneses). Es una lengua formosana de la familia austronesia.
Los kanakanavu viven en los pueblos de Manga y Takanua, en el distrito de Namasia (antiguo municipio de Sanmin), en Kaohsiung.
La lengua está moribunda, con solo 4 hablantes (censo de 2012).

## Historia
Los hablantes nativos de kanakanavu eran aborígenes taiwaneses que vivían en las islas. Tras el periodo colonial holandés del siglo XVII, la inmigración chino han empezó a dominar la población de las islas. El pueblo de Takanua es una aldea montada por los gobernantes japoneses para reubicar a varios grupos aborígenes con el fin de establecer un dominio más fácil sobre estos grupos.

## Fonología
En kanakanavu existen 14 fonemas consonánticos diferentes que sólo contienen plosivas sordas. La descripción adecuada de las consonantes líquidas es un reto en kanakanavu. También contiene 6 vocales; los diptongos y triptongos fonéticos se producen cuando las vocales son adyacentes. La longitud de las vocales a menudo no está clara si es distintiva o no, así como los hablantes pronuncian los fonemas vocálicos con varianza. Como la mayoría de las lenguas austronesias y formosanas, el kanakanavu tiene una estructura silábica CV (donde C = consonante, V = vocal). Muy pocas palabras, incluso las más sencillas, contienen menos de tres o cuatro sílabas.

### Consonantes
|             |             | Labial | Alveolar | Retrofleja | Palatal | Velar | Glotal |
| ----------- | ----------- | ------ | -------- | ---------- | ------- | ----- | ------ |
| Nasal       | Nasal       | m      | n        |            |         | ŋ     |        |
| Oclusiva    | Oclusiva    | p      | t        |            |         | k     | ʔ      |
| Africada    | Africada    |        | t͜s       |            |         |       |        |
| Fricativa   | sorda       | (f)    | s        |            |         |       | (h)    |
| Fricativa   | sonora      | v      |          |            |         |       |        |
| Rótica      | Rótica      |        | ɾ        | ɽ          |         |       |        |
| Aproximante | Aproximante |        |          |            | j       | w     |        |

/s/ se pronuncia [ʃ] ante /i/ y /t͜s/ se pronuncia [t͜ʃ] ante /i/ y /ʉ/.

### Vocales
|         | Posterior | Central | Anterior |
| ------- | --------- | ------- | -------- |
| Cerrada | i         | ɨ~ʉ     | u        |
| Media   | e         |         | o        |
| Abierta |           | a       |          |

## Ortografía
Varios textos han sido transcritos por forasteros en la ortografía del Consejo de los Pueblos Indígenas de Taiwán, y se dispone de un diccionario. Se utiliza ⟨C⟩ para /t͜s/, ⟨ng⟩ para /ŋ/, ⟨r⟩ y ⟨l⟩ para /ɾ/ y /ɽ/, ⟨ꞌ⟩ para /ʔ/, y ⟨ʉ⟩ para la vocal central.